# Konstantyn Kantemir
Konstantyn Kantemir (rum. Constantin Cantemir; ur. 1612, zm. 1693) – hospodar Mołdawii w latach 1685–1693.

## Biografia
Był pierwszym przedstawicielem rodu Kantemir (schrystianizowani w XVII w. Tatarzy z Budziaka) zajmującym tron mołdawski. Jego ośmioletnie rządy wyróżniają się długością na tle innych władców mołdawskich tej epoki. Kantemir, analfabeta nie pochodzący z rodzin bojarskich, a z drobnej szlachty (w przeszłości oficer w wojsku polskim), stał się narzędziem możnych bojarów, pomiędzy którymi ścierały się dwa stronnictwa, propolskie (z Mironem Costinem na czele) i protureckie (z rodziną Ruset na czele). Sam Kantemir, oficjalnie proturecki i uczestniczący w osmańskich kampaniach wojennych, nieformalnie współpracował do pewnego stopnia z Polską. W okresie jego panowania dwukrotnie do Mołdawii wkraczały wojska polskie (1686 i 1691), co było związane z planem króla Jana III Sobieskiego osadzenia na tronie hospodarskim jego syna Jakuba. Wyprawy te zakończyły się jednak niepowodzeniem. Kantemir rozkazał wówczas stracenie przywódcy stronnictwa propolskiego okazując swoją orientację proturecką, ale mimo to pertraktował z Austrią i Rosją.
Był ojcem hospodarów Dymitra i Antiocha.